# Incendie du 7 janvier 2008 à Icheon
 (février 2022).
L'incendie du 7 janvier 2008 à Icheon est un incendie survenu le 7 janvier 2008 à Icheon, en Corée du Sud, tuant 40 travailleurs alors qu'ils injectaient de la mousse d'uréthane dans les murs du sous-sol de 20 000 mètres carrés,,,.

## Contexte
Il s'agit de l'incendie le plus meurtrier en Corée du Sud depuis l'incendie du métro de Daegu survenu le 18 février 2003, qui avait fait 192 morts. Un autre incendie (en) survenu à Icheon le 29 avril 2020 a tué 38 personnes.

## Incendie
L'incendie a eu lieu dans un entrepôt frigorifique qui était en construction dans une installation de produits réfrigérés. Plus de 500 pompiers ont combattu l'incendie dont des témoins ont affirmé avoir entendu de multiples explosions. En plus d'une épaisse fumée noire, des vapeurs toxiques ont entravé les opérations de lutte contre les incendies d'attaque intérieure. Des trous ont ensuite été percés dans le toit pour permettre aux toxines et à la fumée de s'échapper.